# Brumbies
Brumbies, hasta 2004 ACT Brumbies, es un equipo profesional de rugby ubicado en la ciudad de Canberra, en Australia. Juega desde 1996 en el Super Rugby, el campeonato de selecciones provinciales del hemisferio sur, en representación de la Capital y la región sur de Nueva Gales del Sur.
El nombre del equipo en castellano significa "Caballos Salvajes".
Es el equipo australiano más exitoso de la historia del Super Rugby. Fue campeón en 2001 y 2004, subcampeón en 1997, 2000, 2002 y 2013, y semifinalista en 2003, 2014 y 2015.
El equipo juega de local en el Estadio Canberra, que comparte con los Canberra Raiders de rugby 13, y utiliza vestimenta azul u blanca con vivos dorados. Su nombre se refiere a los caballos salvajes de la zona.
Los Brumbies han jugado amistosos ante los Leones Británico-irlandeses. En 2001 perdieron por 30-28 y en 2013 ganaron por 14-12.
Algunos de los jugadores más destacados de los Brumbies han sido Owen Finegan, Matt Giteau, George Gregan, Stephen Larkham, Stephen Moore, Stirling Mortlock, Jeremy Paul, Joe Roff y George Smith.

## Palmarés
- Super Rugby
  - Campeón (2): 2001 y 2004.
  - Subcampeón (4): 1997, 2000, 2002 y 2013.
  - Conferencia Australiana (4): 2013, 2016, 2017 y 2019.

- Súper Rugby Australia (1): 2020

- Ricoh Cup National Championship (1): 1999

- Australian Provincial Championship (1): 2006